# Perly-Certoux

Perly-Certoux é uma comuna suíça do Cantão de Genebra que fica entre Bernex, Confignon, Plan-les-Ouates e Bardonnex, e a Sul tem a Alta Saboia francesa.
Segundo o Departamento Federal de Estatísticas Perly-Certoux ocupa uma superfície de 2.53 km2 e das quais 70 % de zona agrícola para 27 % é ocupada por habitações ou infra-estructuras.
Onex teve um aumento habitacional muito importante entre 1970-80 quando a possou de 876 a 2 232 habitantes, mas o movimento cessou pois em 2008 só tinha 2 800 habitantes e  a desde essa época tem continuado principalmente agrícola.